# Saúl Jiménez Fortes
Saúl Jiménez Fortes, conocido profesionalmente también como Jiménez Fortes (Málaga,1 de enero de 1990) es un torero español, hijo del banderillero Gaspar Jiménez y de Mari Fortes, novillera, ganadera, empresaria taurina y profesora de la Escuela Taurina de Málaga. En su época de novillero y los primeros años tras la alternativa se anunció como Jiménez Fortes; desde 2016 optó por acartelarse solo con el segundo apellido, Fortes.
Nunca ha ocultado que padece epilepsia, una enfermedad de efecto imprevisible, que parecería incompatible, pese a la medicación adecuada, con la profesión de torero. En una larga entrevista concedida a Antonio Lorca en El País lo expresa así: «Mi cuerpo es como es. La epilepsia me ha obligado a potenciar la velocidad de reacción, los reflejos y la coordinación; y a ser muy disciplinado con los horarios, la comida, el sueño…».

## Inicios
Criado en un ambiente taurino, Saúl comenzó a acudir a la Escuela Taurina de Málaga, donde daba clases su madre, como una manera de disfrutar de su afición cuando él quisiera, hasta que, cuando se quiso dar cuenta, estaba metido en el mundo del toro.
Entrenaba con su madre, y muestra de su constancia y dedicación desde el primer momento es que ella nunca tuvo que decirle que era el momento de entrenar, él siempre se lo recordaba.
Muy joven empezó a vender almohadillas en la plaza de toros de La Malagueta para poder ganar algún dinero y a la vez disfrutar de los toros, y con el dinero ahorrado pudo comprarse un traje de luces. Durante un tiempo compaginó los estudios con el toreo: terminó la Selectividad y comenzó Ingeniería Industrial, pero decidió dedicarse en exclusiva al toro. Sin embargo, en sus ocios mantiene la curiosidad por materias científicas a través de la lectura.

## Carrera

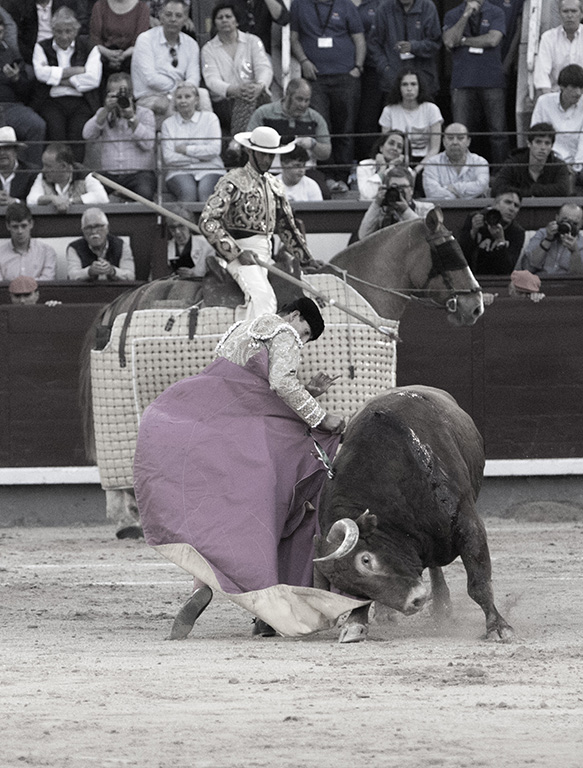
Remate de media verónica en quite

Actuó por primera vez en público el día de su cumpleaños el 1 de enero del año 2006 y debutó con picadores en la localidad malagueña de Benalmádena el 8 de marzo de 2009, mano a mano con Ismael Cuevas en la lidia de novillos de la ganadería de Dolores Rufino. 
En Las Ventas debutó el 21 de marzo de 2010 actuando junto a Fernando Tendero y Sergio Blanco para lidiar novillos de la ganadería de Virgen María. Al año siguiente tomó la alternativa en la plaza de toros de Vista Alegre de Bilbao, concretamente el 24 de agosto, alternando con El Juli y Alejandro Talavante en la lidia de toros de Jandilla, donde obtuvo ovación en ambos toros.
Confirmó el doctorado en Madrid el 16 de mayo de 2013, acartelado junto a Morante de la Puebla y José María Manzanares con toros de la ganadería de Juan Pedro Domecq. El toro de la ceremonia se llamó Odioso, obtuvo palmas tras un aviso.
Su hasta ahora corta trayectoria ha estado marcada por numerosas cornadas, especialmente por dos muy graves, ambas en el cuello, sufridas en Madrid en mayo de 2015 por un toro de Salvador Domecq, y en Vitigudino (Salamanca) en agosto del mismo año, por un toro de Orive, lo que ha hecho que algunos le llamen «el torero de los milagros». La segunda cogida le sobrevino cuando toreaba de rodillas con la capa; requirió más de cuatro horas de operación, y el equipo quirúrgico del Hospital Clínico de Salamanca no emitió un parte sobre el estado del diestro hasta el día siguiente. El torero declaró unos días después: «Vi peligrar mi vida». Su reaparición llega el 24 de enero de 2016 en la Plaza de Vistalegre de Madrid en un mano a mano con David Mora, que también había sido gravísimamente corneado en Las Ventas casi dos años antes. Pese a tener muy mala suerte en el sorteo, fue despedido con una gran ovación.
Jiménez Fortes también fue el triunfador en 2010 del Torneo Ocho Naciones celebrado en Madrid; triunfó en la plaza de toros Monumental de Pamplona en 2012 saliendo por la Puerta Grande el 11 de julio; salió a hombros de la plaza de toros de Valencia la tarde del 13 de marzo de 2014; y asimismo de la plaza de toros de Burgos tras cortar tres orejas a los de la ganadería del Conde de Mayalde el 27 de junio de 2016, entre otros éxitos.

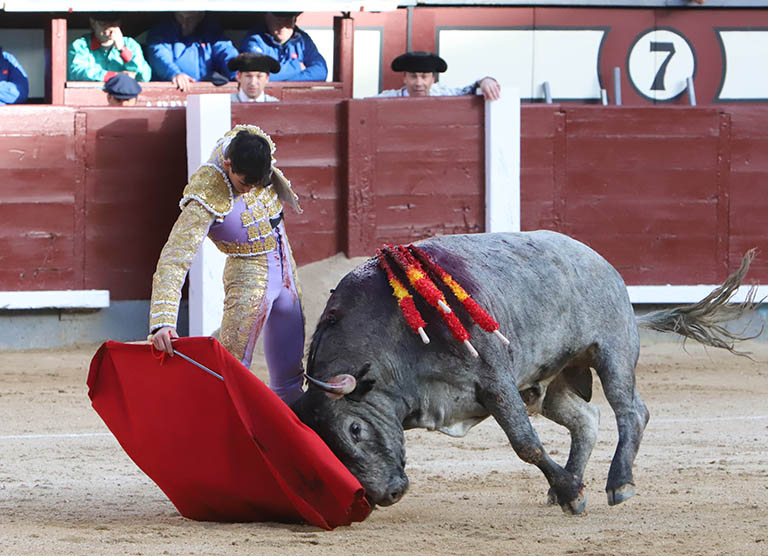
Derechazo al Victorino "Mucamo" en Madrid

Resultó también memorable su encerrona con seis toros de distintas ganaderías el 16 de agosto de 2017 en La Malagueta. La Presidencia no concedió las orejas solicitadas de los dos primeros toros. Al que toreó especialmente bien fue al cuarto, de Victorino Martín, el más bravo de la corrida, que cogió al torero en la suerte suprema, con una cornada en el muslo de dos trayectorias, de 15 cm. cada una. A la enfermería le llevaron la oreja concedida de las dos solicitadas. Contra la opinión facultativa, volvió a salir muy motivado para matar a los otros dos toros, cortando una nueva oreja al sexto, tras haberle dado unos pases por alto sentado en una silla de enea. Y volvió a la enfermería, dejando muchas emociones en el público.
Los buenos aficionados recuerdan su actuación ante el toro “Mucamo” de Victorino Martín, bravo y noble, el Domingo de Ramos de 2018 en Las Ventas. Con él cortó una oreja de mucho valor después de recibirlo con buenas verónicas y de torear con mucha clase al natural. Dejó un grato recuerdo porque a su segundo toro, con detalles de manso, le hizo una lidia muy torera, que le acercaba a abrir la Puerta Grande, pero pinchó varias veces. Y ya en la Feria de San Isidro hizo una faena muy completa al sexto toro de Pedraza de Yeltes, pidiéndose por aclamación la oreja. Al no concederla el Presidente, el ruedo se llenó de almohadillas y el diestro fue incitado por el público a dar una vuelta al ruedo. La suma de ambas actuaciones tuvo una repercusión notable entre los empresarios taurinos, que se reflejó en nuevos contratos.

Llevado por ese buen momento, se erigió triunfador en la Feria de Málaga, con el toro Portugués, de Núñez del Cuvillo, el 17 de agosto. Así repetía el doble triunfo en su tierra de 2016, obteniendo de nuevo el Estoque de Plata “Antonio Ordóñez”, como premio de la Diputación, y el del Ayuntamiento, consistente en un Capote de Paseo; y asimismo por segunda vez consigue en esta misma Feria el Premio “Vicente Zabala” a la mejor faena de capote. 

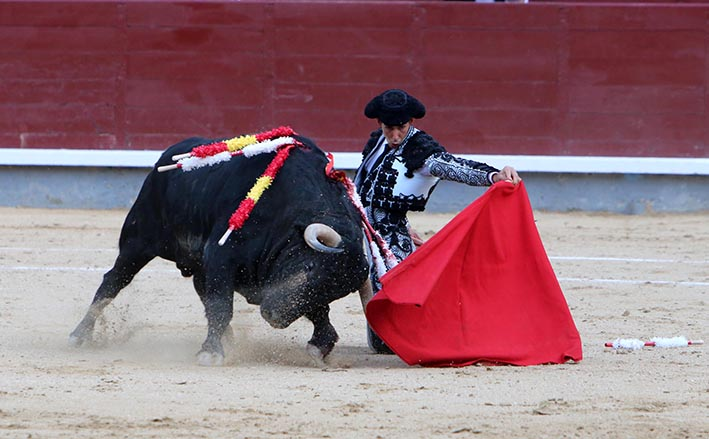
Natural de rodillas de Fortes en Las Ventas

Posteriormente volvió a enfrentarse a los Victorinos en Bilbao, con sendas ovaciones: volteado por los dos toros, en el último resultó herido en la corva de una rodilla, sin impedirle matarlo de una estocada. Por esta actuación escribió el crítico Antonio Lorca: “dejó el buen sabor de un torero valeroso, firme, seguro y con el oficio y la hondura suficientes para que el triunfo no le vuelva la espalda”.

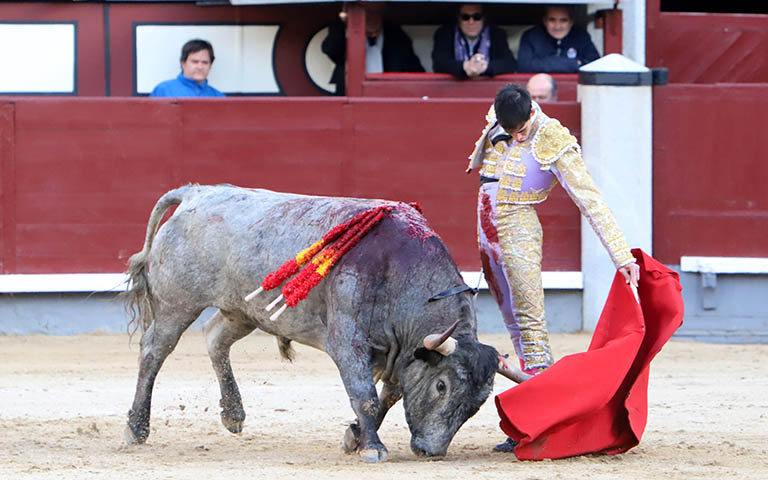
Natural a Mucamo

Su progresión se ha visto frenada en 2019 al tener que ser intervenido hasta seis veces, la última el 21 de mayo, por complicaciones de infección ósea en el astrágalo derecho, la tibia y el peroné, generada en la Feria de Otoño en Madrid de 2018: había resultado cogido al entrar a matar y fue reiteradas veces zarandeado por un resabiado sobrero de casi seis años del Conde de Mayalde, fracturándole el peroné. Su estocada la tuvo que complementar Talavante con el descabello.
En diciembre de 2019 Jiménez Fortes anunció su regreso a los ruedos y que su apoderado será el torero retirado francés Ludovic Lelong, Luisito, descubridor de los toreros Emilio de Justo y Pablo Aguado.
== 

## La evolución de la madurez
El regreso a la actividad taurina no le resultará fácil, porque forma parte de un numeroso grupo de toreros que tienen que demostrar continuamente su credibilidad y sus méritos. Además llegó el tiempo difícil del parón por la pandemia de la Covid 19, que, en términos taurómacos supuso un cese de actividades en torno a los dos años. De esa crisis se irá saliendo poco a poco, pero llevarán clara ventaja los matadores con apoderados muy sólidos y bien relacionados con los más importantes empresarios de plazas. El refugio de Fortes (como el de otros muchos) fue encontrar el apoyo de su paisanaje y, en su caso, de la plaza de La Malagueta, que conocen sus valores objetivos.
Así, en agosto de 2022, en la plaza de Málaga, es gravemente herido por un toro. Superándolo, en la Feria de Málaga de 2023 vuelve a declarársele triunfador, y por tanto obtiene el clásico premio del Capote de Paseo. Y en la de agosto de 2024, en un mano a mano con Roca Rey, corta cuatro orejas. Compitieron con ganaderías de Jandilla, Núñez del Cubillo y Daniel Ruiz. Roca Rey obtenía saludos, oreja y oreja. Fortes desorejaba a su primer toro, era cogido por su segundo, al que cortaba una oreja, y brindaba el último de su lote al propio Roca Rey, pasando a la enfermería al término del festejo, tras cortarle otra oreja. El toreo más redondo lo cuajó en el primer toro, de nombre Ponderoso, de 544 kg. "Comenzó de rodillas, al natural, para seguir con tandas por la derecha de mucha expresividad, mano muy baja y temple. Por la izquierda también toreó muy asentado, vertical y firme".
El 19 de abril de 2025, Sábado de Gloria en la Semana Santa, con toros de Álvaro Núñez, se acartelan en La Malagueta Fortes, Roca Rey y Juan Ortega. Este tercer espada corta una oreja, y salen a hombros los dos primeros, que han desorejado un toro cada uno. Las valoraciones de los críticos taurinos subrayan la excelencia del toreo de Fortes y apuntan a un cambio de óptica para con él.      El propio torero sugiere claramente su evolución: "El toreo es reflejo de lo que el ser humano vive".
Porque lo cierto es que ha conseguido muy pocos contratos en estos años, y, salvo Málaga, ninguno en los grandes escenarios del toreo. Cuando reaparece en la Feria de San Isidro de 2025 llevaba cuatro años sin pisar el albero de Las Ventas. El programa de mano ofrecía el dato de que durante 2024 solo había toreado en dos ocasiones. Así pues, conociendo el propio torero la repercusión que genera un triunfo en Madrid, acude a su compromiso de San Isidro muy mentalizado. Solo está acartelado un día: el miércoles 21 de mayo, con toros de Araúz de Robles (encaste de elevada diversidad y complejidad, muy poco deseado por las figuras del toreo), con Morenito de Aranda abriendo plaza (que dejó muestra de su arte y poder) y Adrián de Torres cerrándola (con sus toros no tuvo opciones). 
Dejemos hablar a críticos taurinos y revisteros especializados sobre el resultado de esta actuación de Fortes en Madrid. 
Patricia Navarro, en La Razón. Respecto a su primer toro: "Estuvo perfecto por torero, cadencioso, resolutivo, capaz, templado y mágico". Y en el otro toro apunta: "Emocionó y nos convulsionó. Fue de otra galaxia [...], siempre en busca del toreo con ese animal que medía, exigía, controlaba, radiografiaba cada arrancada".
Rosario Pérez, cronista de ABC, hace un comentario englobador de sus dos faenas: "Así se dice y se hace el toreo. Con pureza infinita, con esa manera de hundir las zapatillas. En el sitio de quema [...], como si ese sitio del peligro extremo fuera su hogar [...] Madrid rugió con su forma de estar y sentir". 
Zabala de la Serna, cronista en El Mundo, primero apunta el contraste entre las dos lidias: "De la ensoñación de una faena a otra de un peso macizo que volteó Madrid". Después analiza por separado y detalles: La primera "... se situaría en esa cima de la excelencia también sobre su izquierda. Embroque, trazo y compás. Y un kikiriquí de graciosa resolución. Lo sería también el cambio de mano por delante a muleta girada con el que remataría la última ronda de extraordinarios derechazos". En la otra faena, "hasta que embrocaba el toro había un suspense tremendo; hasta que lo vaciaba, otro [...] La vuelta al ruedo fue apoteósica".
Hasta aquí la prensa diaria en papel de Madrid que aún reproduce reseñas taurinas. Conviene aclarar que en ambos toros Fortes estuvo desafortunado al matar, con lo que perdió las orejas que le habrían permitido un rotundo triunfo. Si pasamos a la prensa digitalizada, encontramos esta realidad en el propio titular de Antonio Lorca  en El País: "El torero malagueño perdió la puerta grande por el pésimo manejo de la espada tras dictar sendas lecciones de estética sublime".  Sin embargo todas las crónicas siguen poniendo el acento en lo positivo. Así, la revista especializada en tauromaquia  Aplausos aporta en momentos distintos reseñas de sus críticos. Primero Juan Luis Benlloch: "Fortes aplica la fórmula que se aplicó siempre: pararse con un toro, tener paciencia, consentir que te mire, que te amenace sin que parezca importarte y esperar que pase pespunteándote los muslos mientras el mundo escoge el corazón". Con fecha del día siguiente, Pedro Toledano: "Dejó una faena de ensueño al natural"; "un torero tan puro de concepto y de valor tan sereno".
En cuanto a otra revista digital especializada, Mundotoro, aporta una entrevista de la periodista Sandra Carbonero al propio torero, que alude claramente al momento de evolución que se ha propuesto exponer este epígrafe. "Ha sido la actuación más rotunda de mi carrera en Madrid [...] Sentí la libertad de expresarme con los dos toros por caminos diferentes: uno de la pureza, de la belleza, y otro de la apuesta". Del primer animal destaca lo siguiente: "Aunque tenía un embroque muy bonito, a mitad del muletazo salía un poco a su aire. Pude organizar una faena compuesta y con toques de originalidad, de frescura y con personalidad, con esos remates diferentes". Y contrastando ambas faenas, aclara nítidamente una evolución de madurez: "Creo que se ha visto muy claro un antes y un después de un torero más dramático a un torero que busca la belleza y la pureza, por encima del valor y de la apuesta, que es lo que siempre se me ha captado. He ganado mucho en conocimiento del toro, de la técnica y en torear más como yo lo siento, con más naturalidad y como requiere cada toro".